# Steve Podborski
Stephen Gregory « Steve » Podborski(OC), né le 25 juillet 1957 à Don Mills (en), Toronto (Ontario) est un skieur alpin canadien.

## Palmarès

### Jeux olympiques
| Édition / Épreuve   | Descente | Slalom géant | Slalom |
| ------------------- | -------- | ------------ | ------ |
| JO 1980 Lake Placid | Bronze   | —            | —      |
| JO 1984 Sarajevo    | 8e       | —            | —      |

### Championnats du monde
| Épreuve / Édition                    | Descente | Slalom géant | Slalom  | Combiné |
| Mondiaux 1978 Garmisch-Partenkirchen | 7e       | 33e          | Abandon | Abandon |
| JO 1980 Lake Placid                  | Bronze   | —            | —       | —       |
| Mondiaux 1982 Schladming             | 9e       | —            | —       | —       |

### Coupe du monde
- Meilleur résultat au classement général : 8e en 1982
  - Vainqueur de la coupe du monde de descente en 1982
  - 8 victoires : 8 descentes
  - 20 podiums

#### Différents classements en Coupe du monde
| Année/Classement | Année/Classement | Général | Général | Descente | Descente | Slalom | Slalom | Géant  | Géant  | Super-G | Super-G | Combiné | Combiné |
| ---------------- | ---------------- | ------- | ------- | -------- | -------- | ------ | ------ | ------ | ------ | ------- | ------- | ------- | ------- |
| Année/Classement | Année/Classement | Class.  | Points  | Class.   | Points   | Class. | Points | Class. | Points | Class.  | Points  | Class.  | Points  |
| 1975             | 1975             | 52e     | 4       | -        | -        | -      | -      | -      | -      | -       | -       | -       | -       |
| 1976             | 1976             | 43e     | 10      | 22e      | 4        | -      | -      | -      | -      | -       | -       | 11e     | 6       |
| 1978             | 1978             | 31e     | 18      | 15e      | 18       | -      | -      | -      | -      | -       | -       | -       | -       |
| 1979             | 1979             | 36e     | 47      | 10e      | 52       | -      | -      | -      | -      | -       | -       | -       | -       |
| 1980             | 1980             | 30e     | 35      | 9e       | 35       | -      | -      | -      | -      | -       | -       | -       | -       |
| 1981             | 1981             | 9e      | 110     | 2e       | 110      | -      | -      | -      | -      | -       | -       | -       | -       |
| 1982             | 1982             | 8e      | 115     | 1er      | 115      | -      | -      | -      | -      | -       | -       | -       | -       |
| 1983             | 1983             | 30e     | 63      | 11e      | 63       | -      | -      | -      | -      | -       | -       | -       | -       |
| 1984             | 1984             | 21e     | 76      | 5e       | 76       | -      | -      | -      | -      | -       | -       | -       | -       |

#### Détail des victoires
| Édition / Épreuve | Descente                            | Total |
| 1979              | Morzine                             | 1     |
| 1980              | Morzine                             | 1     |
| 1981              | Saint-Moritz Garmisch Kitzbühel     | 3     |
| 1982              | Crans Montana Kitzbühel II Garmisch | 3     |
| 1984              | Garmisch                            | 1     |
| Total             | 8                                   | 8     |

### Arlberg-Kandahar
- Vainqueur des descentes 1982 à Garmisch et 1984 à Garmisch